# Slobodan Praljak
Slobodan Praljak (Čapljina, 2 de enero de 1945-La Haya, 29 de noviembre de 2017) fue un político, ingeniero y militar bosniocroata, que alcanzó protagonismo durante la Guerra de Bosnia, en el marco de las Guerras Yugoslavas. Como tal, fue uno de los seis acusados imputados por el Tribunal Penal Internacional para la ex Yugoslavia (TPIY), en relación con casos de crímenes de guerra cometidos en el marco de la República Croata de Herzeg-Bosnia. Se suicidó ingiriendo cianuro durante la sesión en que el tribunal ratificaba su condena a 20 años de prisión.

## Antecedentes
Se graduó como ingeniero eléctrico y trabajó en televisión y como conferenciante sobre filosofía y psicología en Zagreb. En 1991 se alistó en las Fuerzas Armadas de Croacia y alcanzó la categoría de Mayor General. En 1992 se le asignaron una serie de funciones, además de su puesto en el ejército y durante gran parte de 1992-93 asumió varios cargos, trabajando como: 
- Uno de los 14 miembros del Consejo de Defensa Nacional de la República de Croacia.
- Miembro de la comisión estatal de Croacia para las relaciones con UNPROFOR.
- Asistente del Ministro de Defensa y alto representante del Ministerio de Defensa de Croacia.
- Representante del Ministerio de Defensa de Croacia ante el gobierno croata de Bosnia (República Croata de Herzeg-Bosnia) y sus fuerzas armadas (Consejo Croata de Defensa, HVO).

## Acusación
En abril de 2004, el Tribunal Penal Internacional para la antigua Yugoslavia emitió una orden de arresto contra Slobodan Praljak, Bruno Stojić, Jadranko Prlić, Milivoj Petković, Valentin Ćorić y Berislav Pušić por su actuación durante la guerra de Bosnia, con cargos entre los que se encontraban los delitos de crímenes contra la humanidad, deportación o tratos inhumanos. Praljak se entregó voluntariamente al tribunal el 5 de abril de 2004.
En su acusación se afirmó que Praljak, como oficial superior, comandaba directa e indirectamente el ejército del Consejo Croata de Defensa (HVO). En su papel como oficial de alto rango del Ministerio de Defensa participó activamente en todos los aspectos: la planificación militar y las operaciones del HVO, así como de la policía civil de la República Croata de Herzeg-Bosnia.
Como Comandante en Jefe del HVO durante el asedio de Mostar, fue considerado responsable de dar la orden, el 9 de noviembre de 1993, de destruir el Puente de Mostar (Stari Most), que actualmente forma parte del Patrimonio de la Humanidad.

### Cargos
Los cargos que se le imputaron en el TPIY de La Haya fueron los siguientes: 
- Nueve cargos de violaciones graves de los Convenios de Ginebra (homicidio intencionado); tratos inhumanos (asalto sexual); deportación ilegal de un civil; transferencia ilegal de un civil; confinamiento ilegal de un civil; tratos inhumanos (condiciones de confinamiento); tratos inhumanos; destrucción masiva de bienes no justificada por necesidades militares y llevadas a cabo ilegal y arbitrariamente; apropiación de bienes no justificada por necesidades militares (y llevada a cabo de modo ilícito y arbitrario).

- Nueve cargos de violaciones de las leyes o usos de la guerra: trato cruel (condiciones de confinamiento); maltrato; mano de obra ilegal; destrucción arbitraria de ciudades, pueblos o aldeas, o la destrucción no justificada por necesidades militares, destrucción o daño deliberado hecho a las instituciones dedicadas a la religión o la educación; el saqueo de bienes públicos o privados; ataque ilegal contra la población civil; infligir el terror sobre los civiles y trato cruel.

- Ocho cargos de crímenes de lesa humanidad: persecución por motivos políticos, raciales o religiosos; asesinato; violación; deportación; actos inhumanos (traslado forzoso); prisión; actos inhumanos (condiciones de confinamiento); actos inhumanos.[4]

### Sentencia y suicidio
El 29 de mayo de 2013, el TPIY condenó a Praljak y a los otros cinco encausados al considerarles culpables de «desplazamientos forzosos de la población, asesinatos, saqueo de propiedades, trabajos forzados para los detenidos y expulsión de sus tierras una vez liberados». La pena impuesta al exgeneral fue de 20 años de prisión, que fue recurrida por sus abogados.
El 29 de noviembre de 2017, el tribunal de apelación confirmó la sentencia de 20 años impuesta en primera instancia. Durante la sesión, y al conocer la sentencia, Slobodan Praljak gritó al tribunal que él no era culpable de crímenes de guerra y acto seguido ingirió un veneno que le causó la muerte ese mismo día. La autopsia reveló que la sustancia que le provocó la muerte fue cianuro de potasio.